# 大久保忠佐
大久保 忠佐（おおくぼ ただすけ）は、戦国時代から江戸時代初期にかけての武将・大名。駿河国沼津藩主。蟹江七本槍・徳川十六神将の一人に数えられる。

## 生涯
天文6年（1537年）、大久保忠員の次男として三河国上和田（現在の愛知県岡崎市）で生まれる。父や兄・忠世と共に松平広忠、家康に仕えた。武勇に優れ、元亀3年（1572年）の一言坂の戦いでは本多忠勝と共に殿軍を務めている。天正3年（1575年）の長篠の戦い、天正12年（1584年）の小牧・長久手の戦いにも参加して武功を挙げた。
天正18年（1590年）に家康が関東に移ると、上総国茂原において5,000石を与えられた。慶長5年（1600年）の関ヶ原の戦いでは徳川秀忠に従い、真田昌幸・信繁親子が籠る信濃国上田城を攻撃している。その功により、翌年の慶長6年（1601年）、1万5000石を加増されて2万石となり、駿河国沼津に転封され沼津藩を立藩した。また石高が1万石を超えたため、大名となった。居城は沼津城（三枚橋城）。
長男の竹丸と次男の忠兼がいたものの、2人とも早世していたため、当時幕府旗本であった八弟の忠教を養子にして家を相続させようとしたが、忠教は「自分の勲功はない」として固辞した。一時期、青山忠俊の次男で、忠佐の外孫である青山宗祐を養子としたが故あって養子を解消している。慶長18年（1613年）9月27日に忠佐が77歳で死去すると、沼津藩は無嗣断絶で改易となった。

## 人物
- 長篠の戦いにおいて、織田信長から兄の忠世と共に「膏薬（敵方に貼り付いて離れぬ意か）」と言われてその武勇を賞賛された。
- 同僚の本多忠勝と同じく、戦場に活躍でも生涯無傷と伝わる。